# Brachionus kostei
Brachionus kostei är en hjuldjursart som beskrevs av Russell J.Shiel 1983. Brachionus kostei ingår i släktet Brachionus och familjen Brachionidae. Inga underarter finns listade i Catalogue of Life.